# Антониоли, Жан-Франсуа
Жан-Франсуа Антониоли (фр. Jean-François Antonioli; род. 25 февраля 1959, Лозанна) — швейцарский пианист и дирижёр.
Учился в Лозаннской консерватории, затем в Парижской консерватории у Пьера Санкана, занимался также в Вене у Бруно Зайдльхофера и в Риме у Карло Цекки.
Как пианист концертирует и записывается с начала 1980-х гг. Внимание специалистов привлекли записи 24 прелюдий Клода Дебюсси (1986 и 1990) и сочинений для фортепиано с оркестром Иоахима Раффа и Ферруччо Бузони (с Лозаннским камерным оркестром), альбом произведений для фортепиано с оркестром Франка Мартена был удостоен в 1986 году премии Grands Prix du Disque. С 1988 года выступает также как дирижёр (в том числе сочетая обе роли при исполнении музыки эпохи классицизма, особенно концертов Моцарта, согласно старой традиции управления оркестром от клавира). Осуществил ряд записей, особое признание получил диск симфонической музыки Жана Краса, записанный с Люксембургским филармоническим оркестром (Grands Prix du Disque за 1997 г.), а также полное собрание в аудиозаписи фортепианной музыки А. Онеггера (2008).
В 1993—2002 гг. главный приглашённый дирижёр Тимишоарского филармонического оркестра, в 1995 г. награждён в Румынии медалью Дину Липатти. Преподаёт фортепиано в Высшей школе музыки Лозанны (Лозаннской консерватории).